# Don Diablo
Don Pepijn Schipper (* 27. února 1980), známý pod uměleckým jménem Don Diablo, je nizozemský DJ a producent elektronické taneční hudby (EDM). Je známý svým futuristickým hudebním stylem a tím, že ve většině nahrávek používá vokály. Bližší žánry EDM Dona Diabla jsou: house, future house a tropical house.
Na světově známém žebříčku Top 100 DJs, od anglického měsíčníku DJ Mag se poprvé objevil v roce 2014 a to na místě 82. Nejvýše dosáhl 6. místa a to v letech 2019 a 2020.
Don Diablo vystoupil v České republice již několikrát, například: Macháč (2015), Air Festival (2016), Magnetic Festival (2018), Fórum Karlín (2018), Beats For Love (2019), Duplex Club Prague (2022), Let It Roll (2022). Dále vystoupí 7. září 2024 v pražském klubu Epic Prague.[potřebuje aktualizovat]

## Životopis
Don Schipper se narodil 27. února 1980 v Coevordenu v Nizozemsku. Brzy se začal věnovat hudbě a svou první nahrávací smlouvu podepsal už v patnácti letech. Na začátku roku 2005 založil Diablo vlastní nahrávací společnost a label Sellout Sessions. Jeho úspěch následoval brzy po pár hitech jako „Blow“, „Who's Your Daddy“, „Pain Is Temporary, Pride Is Forever“, „Hooligans“ a „Animale“. „Blow“ byl první singl, který uspěl na mezinárodní klubové scéně.
Schipper také získal bakalářský titul v oboru žurnalistika.

## Kariéra

### 1997–2005: Počátky a 2 tváře
Don Diablo hrál v Kanadě, Velké Británii, USA, Austrálii, Japonsku, Brazílii a Izraeli. Hrál v několika klubech a festivalech, včetně klubu „Passion“ v Londýně, kde byl jako rezidentní DJ v roce 2002. Dále hrál v Ministry of Sound, Gatecrasher, Dancevalley, Godskitchen, Impulz, Mysteryland, Creamfields, Haoman 17, Turnmills, Chasing Summer, Innercity, Northern Lights, Extrema Outdoorn, ElectroNation and Razzmatazz a Space in Ibiza. Produkoval pro nejrůznější umělce včetně Kelis, Alex Clare, Diplo, Example, Dragonette, Noisia, Rox, Sidney Samson, Ou Est Le Swimming Pool a remixoval Bastille, Birdy, Tinie Tempah, Mika, The Chemical Brothers, Cassius, Gorillaz, Public Enemy, Iggy Pop, Plump DJs. Podle severoamerického agregátoru hudebních blogů The Hype Machine, byl několikrát pojmenován „Most Blogged Artist“ na světě.
V roce 2004 zahájil svůj samostatný hudební projekt nazvaný Divided. Projekt měl dva hity „The Music, People“ a „Easy Lover“.

### 2006–2009: Life is a Festival (Život je festival)
V roce 2006 byl Diablo licencován na britský top 3 hit chart s písní „Exceeder“ od Mason. Tato nahrávka byla původně podepsána nahrávací společností založené Diablem a klubovým promotérem Royem Avniem (Electro Nation). V roce 2008 vydal Diablo své debutové album „Life is a Festival“. V roce 2009 píseň „Hooligans“, dosáhla čísla 15 v UK Dance Chart.

### 2010–2013
V roce 2010 skončila spolupráce s Dragonette hitovým single, „Animale“, který byl uveden v holandském Singles Chartu, stejně jako v belgickém Ultratip chart.
V roce 2013 vytvořil celosvětovou tematickou píseň pro velmi uznávanou hru Batman: Arkham Origins. Píseň a doprovodné video se stalo hitem na YouTube.
Jeho píseň „Starlight (Could You Be Mine)“, napsána s britským DJem / producentem Mattem Nashem, byla debutována během posledního koncertu Swedish House Mafia poté, co ho Axwell podepsal s jeho označením. Píseň se stala na Beatport Top 5 hitem, později několik jeho dalších vydání dosáhlo Beatport Top 10. Hudební video, které režíroval Kyle Padilla, bylo zveřejněno 7. února 2014, přibližně sedm měsíců po vydání skladby.
Hrál na Ibize vedle Axwell a Sebastian Ingrosso, a cestoval po UK s Nicky Romero. Don Diablo měl při svým turné vyprodáno po celé USA a Asii.

### 2014–2016
V roce 2014 uvedl Diablo svůj nový vizuální koncept „Hexagon“ s vizuální společností „VSquared Labs“ založenou v Los Angeles.
V říjnu 2014 Diablo debutoval na čísle 82 nejlepších 100 DJů. V říjnu roku 2015 získal Diablo cenu „highest climber of the year“ v DJ Magazine, skokem 52 míst na číslo 30 na seznamu 100 nejlepších DJů pro rok 2015.
Diablo zahájil svou nahrávací společnost Hexagon. V roce 2015 byla jeho vysílací stanice HEXAGON vysílána ve více než 35 zemích a drží se každý týden v popředí v sekci iTunes podcast.
V roce 2015 spolupracoval s holandským DJem Tiësto na písni „Chemicals“ s vokály dánského zpěváka a producenta Thomase Troelsena.
Během roku 2016 a roku 2017 začal Diablo pokračovat v turné po celé Evropě, které se vyprodalo na několika místech, včetně jeho první show v Londýně.

### 2017: Past.Present.Future
V roce 2017 vydal Don Diablo Past.Present.Future, kompilaci dříve vypuštěných skladeb, včetně hitů „On My Mind“, „Cutting Shapes“ a jeho spolupráce s Tiësto „Chemicals“.
Diablo zvítězil v soutěži DJ Mag v roce 2017 v kategorii „Highest Future House“ a byl celkově zařazen do Top #11 v soutěži DJ Mag Top 100.
Celosvětový plán turné ho viděl hrát na základních místech festivalů Tomorrowland, EDC, Creamfields, Mysteryland, Lollapalooza a Ultra Music Festival, zatímco prodával své celovečerní show na britském, americkém a evropském trhu.
V listopadu 2017 vydal Diablo píseň „Take Her Place“ s elektronickým triem A R I Z O N A. Na Instagramu oznámil, že vydá své další album po 10 letech s názvem „FUTURE“, doprovázený světovým turné, která by mělo začít v první polovině roku 2018.
15. prosince 2017 vydal svůj šestý singl s názvem „You Can't Change Me“.

### 2018–současnost: FUTURE
19. ledna vydal Don Diablo sedmý singl s názvem „People Say“ s hercem a skladatelem Paije Richardson.
8. února se pustil do své vyprodané severoamerické turné FUTURE North American Tour a zastavil se v divadle Fonda v Los Angeles a terminálu 5 v New Yorku, mimo jiné.
Jeho druhé studiové album Future bylo vydáno 9. února 2018.
13. března vydal osmý singl FUTURE s názvem „Head Up“ se zpěvákem Jamesem Newmanem. Dne 23. března vydal devátý singl FUTURE s názvem „Believe“. Dne 25. dubna vydal desátý singl k FUTURE s názvem „Give Me Love“.
11. května byl propuštěn jeho remix k písni „Kids In Love“. Dne 12. července vydal ve spolupráci s umělcem Zonderlingem svůj singl „No Good“.

## Hudba

### Spolupráce
Spolupráce v hudebním světě, nejen EDM, je již dnes standardní umělecký postup. Například tzv. feat (featuring). Diablo spolupracoval s významnými současnými hudebními producenty EDM. Například spolupráce s jedním z nejpopulárnějších DJů - Tiësto, která vyústila v singl Chemicals (2015), což je skladba, která Diablovi velice pomohla k úspěchu na tehdejší scéně.
Mezi další známá jména, s kterými Don Diablo spolupracoval, patří třeba: Steve Aoki, Diplo, Galantis, Imanbek, Felix Jaehn, Major Lazer, James Newman, R3HAB a Zak Abel.

#### Remixování
Pod tímhle pojmem si představujeme digitální úpravu hudby dle pocitů a stylů daného autora. Například u těchto skladeb Don Diablo přidával a projevoval více pocitů budoucnosti, technologie, techna a celkově EDM. Remixoval například tyto autory: Justin Bieber, Miley Cyrus, DJ Snake, Ellie Goulding, Martin Garrix, David Guetta, Khalid, Kygo, Zara Larsson, Dua Lipa, Madonna, Anne-Marie, Rihanna, Ed Sheeran, Robin Shulz a Rudimental. Remixované singly se hlavně objevují v albech Reconstructions (2018) a Reconstructions Part II (2021).

### Statistiky
| Rok  | Věk | Umístění Top 100 DJs | Počet vydaných alb | Počet vydaných singlů |
| ---- | --- | -------------------- | ------------------ | --------------------- |
| 2014 | 34  | 82                   | 0                  | 7                     |
| 2015 | 35  | 30                   | 0                  | 7                     |
| 2016 | 36  | 15                   | 0                  | 5                     |
| 2017 | 37  | 11                   | 1                  | 2                     |
| 2018 | 38  | 7                    | 1                  | 5                     |
| 2019 | 39  | 6                    | 0                  | 8                     |
| 2020 | 40  | 6                    | 0                  | 4                     |
| 2021 | 41  | 7                    | 1                  | 1                     |
| 2022 | 42  | 9                    | 0                  | 2                     |
| 2023 | 43  | 13                   | 0                  | 0                     |

## Diskografie

### Alba
| Název                                                                                                  | Rok vydání | Vydavatel                     | Druh             |
| --- | ---------- | ----------------------------- | ---------------- |
| M8 Worldwide Volume Nine - Storming                                                                    | 2002       | M8                            | Kompilační album |
| 2 Faced                                                                                                | 2004       | ID&T                          | Studiové album   |
| Sellout Sessions 01                                                                                    | 2005       | Sellout Sessions              | Kompilační album |
| The Face of a New Generation                                                                           | 2007       | Sellout Sessions              | Kompilační album |
| Life Is a Festival                                                                                     | 2008       | Sellout Sessions              | Studiové album   |
| Sellout Sessions 02                                                                                    | 2008       | Sellout Sessions              | Kompilační album |
| Sellout Sessions 03                                                                                    | 2009       | SME                           | Kompilační album |
| Drive-By Disco                                                                                         | 2009       | DJ Mag                        | Kompilační album |
| Past.Present.Future                                                                                    | 2017       | HEXAGON / Spinnin' Records BV | Kompilační album |
| Future                                                                                                 | 2018       | HEXAGON / Spinnin' Records BV | Studiové album   |
| Reconstructions                                                                                        | 2018       | HEXAGON / Spinnin' Records BV | Remix album      |
| Reconstructions Part II                                                                                | 2021       | HEXAGON                       | Remix album      |
| Forever                                                                                                | 2021       | HEXAGON                       | Studiové album   |
| Některá alba byla vydané s více verzemi. Některá alba byla vydána v různých formátech a dostupnostech. |            |                               |                  |